# Kathryn Newton

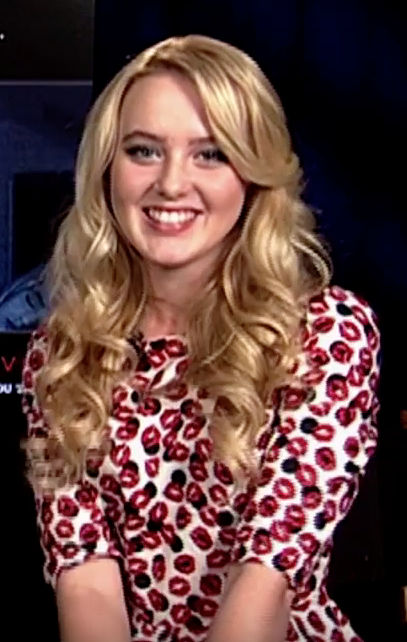
Kathryn Newton (2012)

Kathryn Newton (* 8. Februar 1997 in Orlando, Florida) ist eine US-amerikanische Schauspielerin, die vor allem durch die Rolle der Louise Brooks in der US-Fernsehserie Gary Unmarried bekannt wurde.

## Leben
Bereits im Alter von vier Jahren stand die 1997 in Orlando geborene Newton, die heute mit ihrer Familie in Los Angeles lebt, erstmals vor der Kamera. Zunächst war sie als Kindermodel auf verschiedenen Titelseiten, wie beispielsweise auf dem Cover der Woman’s Day im Oktober 2002, und in Zeitschriften zu sehen. Später erhielt sie Engagements in Werbespots zahlreicher bekannter Marken und Unternehmen. So war sie unter anderem in Werbefilmen für Procter & Gambles Clairol, den Kindersonnenschutz Coppertone Kids Spectra 3, die Papiertuchmarke Bounty oder die Joghurtmarke Danimals zu sehen. Es folgten Arbeiten in Werbespots des Food Network, der P&G-Waschmittelmarke Tide, des Einzelhandelskonzerns Gap Inc. und des Discounters Value City. 
Ihren ersten Fernsehauftritt hatte sie 2001 in der Seifenoper All My Children, wo sie bis 2004 die Rolle der jungen Colby Marian Chandler spielte. Parallel dazu wurde sie 2002 im mehrfach ausgezeichneten Kurzfilm Abbie Down East in einer der Hauptrollen eingesetzt und übernahm auch im 2003 veröffentlichten und ebenfalls ausgezeichneten Kurzfilm Bun-Bun eine weitere wesentliche Rolle.
Nach einigen Jahren ohne nennenswerte Engagements im Film- und Fernsehbereich übernahm sie 2008 die Rolle der Louise Brooks in der CBS-Fernsehserie Gary Unmarried. Bis zum Auslaufen der Serie 2010 wurde sie für ihre Rolle mehrfach ausgezeichnet bzw. nominiert. So erhielt sie unter anderem 2010 den Young Artist Award in der Kategorie „Best Performance in a TV Series (Comedy or Drama) – Supporting Young Actress“, sowie den People’s Choice Award. 2009 und 2011 folgten weitere Nominierungen für den Young Artist Award. 2011 war sie in einer Nebenrolle im Film Bad Teacher zu sehen. 2012 spielte Newton die Hauptrolle im vierten Teil der Paranormal-Activity-Reihe, wofür sie bei den Young Artist Awards 2013 neben Quvenzhané Wallis den Preis als Beste Hauptdarstellerin in einem Spielfilm erhielt.
In ihrer Freizeit spielt Newton erfolgreich Golf, was sie unter anderem auch in der Serie Gary Unmarried. Sie nahm bereits an zahlreichen größeren Golfturnieren teil und qualifizierte sich 2008 auch für den U.S. Kids World Cup. Daneben ist sie auch in golfverwandten Sportarten und Turnieren wie First Tee oder U.S. Kids Junior Golf aktiv.

## Filmografie
- 2001–2004: All My Children (Fernsehserie, unbekannte Anzahl an Episoden)
- 2002: Abbie Down East (Kurzfilm)
- 2003: Bun-Bun (Kurzfilm)
- 2008–2010: Gary Unmarried (Fernsehserie, 36 Episoden)
- 2011: Bad Teacher
- 2012: Paranormal Activity 4
- 2013: Mad Men (Fernsehserie, Episode 6x12)
- 2013–2014: Hund mit Blog (Dog with a Blog, Fernsehserie, 3 Episoden)
- 2014–2018: Supernatural (Fernsehserie, 6 Episoden)
- 2016–2017: Halt and Catch Fire (Fernsehserie, 10 Episoden)
- 2017: Lady Bird
- 2017: Three Billboards Outside Ebbing, Missouri
- 2017: Little Women (Miniserie, 3 Episoden)
- 2017–2019: Big Little Lies (Fernsehserie, 14 Episoden)
- 2018: Der Sex Pakt (Blockers)
- 2018: Ben is Back
- 2019: Pokémon Meisterdetektiv Pikachu (Pokémon: Detective Pikachu)
- 2019: The Society (Fernsehserie, 10 Episoden)
- 2020: Freaky
- 2021: Sechzehn Stunden Ewigkeit (The Map of Tiny Perfect Things)
- 2023: Ant-Man and the Wasp: Quantumania
- 2024: Winner
- 2024: Lisa Frankenstein
- 2024: Abigail
- 2024: Griffin in Summer
- 2024: Hacks (Fernsehserie, Episode 3x09)
- 2025: Doctor Odyssey (Fernsehserie, Episode 1x13)

## Nominierungen und Auszeichnungen
Nominierungen
- 2009: Young Artist Award in der Kategorie „Best Performance in a TV Series (Comedy or Drama) – Supporting Young Actress“ für ihr Engagement in Gary Unmarried[5]
- 2011: Young Artist Award in der Kategorie „Best Performance in a TV Series (Comedy or Drama) – Supporting Young Actress“ für ihr Engagement in Gary Unmarried[6]

Auszeichnungen
- 2009: People’s Choice Award für die beliebteste neue TV-Serie[4]
- 2010: Young Artist Award in der Kategorie „Best Performance in a TV Series (Comedy or Drama) – Supporting Young Actress“ für ihr Engagement in Gary Unmarried[3]
- 2013: Young Artist Award in der Kategorie „Beste Hauptdarstellerin in einem Spielfilm“ für ihr Engagement in Paranormal Activity 4[7]